# Atentados em Bagdá em 23 de novembro de 2006
Os atentados bombistas em Bagdá em 23 de novembro de 2006 foram uma série atentados terroristas com carros-bomba e morteiros em Bagdá, no Iraque, que ocorreram no dia 23 de novembro. Seis carros-bomba e dois morteiros foram usados no ataque ao distrito suburbano xiita em Sadr City. 

## Vítimas
Os ataques mataram pelo menos 215 pessoas e feriram outras cem, tornando-o o mais mortífero ataque sectário desde o início da Guerra do Iraque em 2003.  Depois dos ataques, o governo iraquiano colocou Bagdá sob o toque de recolher de 24 horas, fechou o Aeroporto Internacional de Bagdá e fechou as docas e o aeroporto em Basra, no Iraque. O toque de recolher foi suspenso em 27 de novembro. 